# Sarda orientalis
Sarda orientalis es una especie de peces de la familia Scombridae en el orden de los Perciformes.

## Morfología
Los machos pueden llegar alcanzar 102 cm de longitud total y 10,7 kg de peso.

## Distribución geográfica
Se encuentra en el Pacífico oriental: desde las islas Hawái y la costa continental de los Estados Unidos hasta la península de Baja California, Cabo Blanco (Perú), las islas Galápagos y el golfo de Guayaquil.